# 米歇拉·迪克爾
米歇拉·迪克爾（英語：Michaela Dicker；1994年1月1日—），是一位英國女演員和童星，她因在2002年《惡靈古堡 (電影)》中飾演紅后（Red Queen）而聞名。

## 作品列表
- 惡靈古堡 (電影) (2002)
- 魔屋幻象（英语：The Sight (film)） (2000)
- 斯蒂格之悲傷（葡萄牙語：Stig of the Dump） (2002)

## 外部連結
- 米歇拉·迪克爾在互联网电影资料库（IMDb）上的資料（英文）
- 米歇拉·迪克爾的Facebook專頁
- 米歇拉·迪克爾的X（前Twitter）
- Michaela Dicker（页面存档备份，存于）TV.com